# روز دریا

روز دریا، اومی نو هی (به ژاپنی: 海の日 Umi no Hi) در دوشنبه سومین هفته در ماه اوت یکی از تعطیلات عمومی در ژاپن است.
هدف از این تعطیلی، سپاسگزاری از نعمت اقیانوس و توجه به اهمیت آن برای ژاپن به عنوان یک کشور دریایی است.